# 周優根
周優根（英文：Kim Chou），出生於台灣，已婚，有兩個女兒。模特及藝人經紀公司天寶藝人管理有限公司的創辦人及總監。Kim年輕時曾踏入模特行業。